# Gigaton (album)
Gigaton is het elfde studioalbum van de Amerikaanse rockband Pearl Jam en werd uitgebracht op 27 maart 2020. In de weken ervoor waren achtereenvolgens de singles Dance of the Clairvoyants, Superblood Wolfmoon en Quick Escape uitgegeven.

## Geschiedenis
Het was het eerste nieuwe studioalbum van de band in zeven jaar. De titelnummers werden door de band op 20 januari 2020 bevestigd. De cover artwork bevat een foto van smeltwater gemaakt door fotograaf Paul Nicklen en is genomen in Svalbard (Noorwegen).
De uitgave van het album zou samen gaan met de start van een tournee in Noord-Amerika gevolgd door Europa. Door de Coronapandemie werd deze tour op 9 maart 2020 opgeschort. Hiermee was Pearl Jam een van de eerste bands die hier toe overging.
In de Nederlandse Album Top 100 bereikte Gigaton de tweede plek. In de Amerikaanse Billboard 200 bereikte het album een vijfde plek. Op de verzamelwebsite Metacritic krijgt Gigaton een score van 80 op een schaal van 100.

## Nummers
| 1.                 | Who Ever Said             | 5:11 |
| 2.                 | Superblood Wolfmoon       | 3:49 |
| 3.                 | Dance of the Clairvoyants | 4:26 |
| 4.                 | Quick Escape              | 4:47 |
| 5.                 | Alright                   | 3:44 |
| 6.                 | Seven O'Clock             | 6:14 |
| 7.                 | Never Destination         | 4:17 |
| 8.                 | Take the Long Way         | 3:42 |
| 9.                 | Buckle Up                 | 3:37 |
| 10.                | Comes Then Goes           | 6:02 |
| 11.                | Retrograde                | 5:22 |
| 12.                | River Cross               | 5:53 |
| Totale duur: 57:03 |                           |      |

## Recensies
Het Algemeen Dagblad (en dezelfde recensie in Het Parool) geeft 4 van de 5 sterren en schrijft dat Pearl Jam “lang niet zo fris en boos” geklonken heeft als op Gigaton. Volgens hen is muzikaal “de windrichting weinig anders, maar de bries blaast wel weer aangenaam in het gezicht”. De Telegraaf geeft het album 4,5 van de 5 sterren en geeft aan dat het “alles wat je mag verwachten”. Volgens de krant mogen fans hun hart ophalen omdat de band uit Seattle er her en der ouderwets op los ramt. Het NRC geeft 3 van de 5 sterren en schrijft: “de nieuwe Pearl Jam klinkt soms wat ouwelijk”. Volgens hen scheert het album “langs de dadrock-afgrond”, maar is het “wel mooi gepolijst. Eddie Vedders liedje voor Chris Cornell is intens mooi”.
Lust for Life geeft 4 van de 5 sterren en noemt het "een ietwat onevenwichtige, gedurfde plaat" van "een stel eigenwijze veteranen die niet bang zijn om op hun bek te gaan. En mede daardoor hun meest genietbare album in jaren hebben gemaakt". De Volkskrant geeft 3 van de 5 sterren. Volgens de krant experimenteert Pearl met nieuwe geluiden "maar klinkt ouderwets rockend het best”. Volgens hen is het nummer Dance Of The Clairvoyants “de enige echte stijlbreuk met het gepassioneerde grungy rockgeluid”. Volgens Trouw lijkt Gigaton “aan de vergadertafel bedacht: er is voor elk wat wils”. De krant noemt het album “het meest afwisselende album dat Pearl Jam in lange tijd maakte, alles bijeengehouden door die uit duizenden herkenbare stem van Vedder”.
Stephen Thomas Erlewine van AllMusic en Kory Grow van Rolling Stone geven het album 4 van de 5 sterren. Grow noemt het "een bewonderenswaardig, inspirerend voorbeeld van volwassen grunge".John Paul Bullock van Spin is ook positief en geeft aan dat "Gigaton iets voor iedereen heeft. Het is een complex en dynamisch album vol van oprechte emotie en subtiele humor". Het Engelse muziektijdschrift Mojo geeft 4 van de 5 sterren. Het blad geeft aan dat het elfde album van de band "bewijst dat het opnieuw hun tijd is geworden". Volgens Mojo is de balans op het album "helemaal in orde". George Garner van Kerrang! geeft Gigaton de hoogste waardering en schrijft: "Het is Pearl Jam's meest woedende album sinds 2006 en meest muzikaal inventieve album sinds 1998. En op grond van de thematiek was dit album het hardst nodig in hun gehele carrière. Kortom, een triomf". Hij voegt daaraan toe dat Gigaton "vaak zo snel voorbij zoeft dat het gemakkelijk is om alle details te missen. Dat maakt het speciaal".

## Commercieel succes
In de Nederlandse Album Top 100 bereikte Gigaton de tweede plek. In de Verenigde Staten kwam het album tot de vijfde plek in de Billboard 200. Tot nu toe hebben alle studio-albums van Pearl Jam de top vijf behaald. Wereldwijd bereikte het album de tweede plek op de Worldwide iTunes Album Chart. Op de Worldwide Apple Music Album Chart kwam het album tot plek acht. In de Engelse Official Albums Chart Top 100 reikte het album tot de zesde plek. In de Amerikaanse Billboard Rock Albums Chart bereikte Gigaton de eerste plek.

## Trivia
- Gigaton is met 57 minuten en 3 seconden het langste van de elf reguliere studioalbums dat Pearl Jam heeft uitgebracht. Vitalogy uit 1994 heeft een lengte van 55 minuten en 30 seconden. Backspacer uit 2009 duurt 36 minuten en 38 seconden.